# 나라꼴 연구회
나라꼴 연구회(일본어: 国のかたち研究会 쿠니노카타치켄큐카이[*])는 일본 입헌민주당의 내부 정파 겸 의원그룹이다. 영수 간 나오토의 이름을 따서 통칭 간 그룹(일본어: 菅グループ 칸구루우부[*])이라고 한다.
1999년 9월 구민주당 당대표선거에서 간 나오토 진영에 몸담은 의원들을 중심으로 결성되었다.
그 이후 매주 목요일 간의 자택에서 회합을 정례로 해오고 있었지만, 2002년 12월 간이 당대표로 취임한 이후로는 사민련 시절부터 간의 동료였던 에다 사츠키가 실질적인 운영자가 되었다.
구민주당・민진당 시절에는 당내 좌파로서 리버럴 성향이 비교적 강한 것으로 여겨졌다. 구 사민련・구 사키카게 출신자나 시민운동가를 민주당계 정당으로 받아들이는 통로가 되기도 했다. 하지만 민주당 시절에는 간의 지역구인 도쿄도, 에다의 지역구인 오카야마현을 지역구로 하는 의원들이 많았기 때문에, 본질적으로는 인맥을 기초로 만들어진 그룹이었다는 측면도 있었다.
소속 의원이 겹치는 구사회당계 신정국간담회(요코미치 그룹)나 호헌파 리버럴회(콘도 그룹)와 정책면에서 보조를 맞추는 것이 많았다. 2017년 10월 이후로는 생추어리(아카마츠 그룹)과 함께 신구 입헌민주당의 주요 정파를 형성하고 있다.